# Lee Eun-woo (Badminton)
Lee Eun-woo (* 25. Mai 1983) ist eine südkoreanische Badmintonspielerin. 

## Karriere
Lee Eun-woo verzeichnet im Jahr 2003 die Höhepunkte ihrer sportlichen Karriere. So war sie im genannten Jahr in allen drei möglichen Disziplinen bei den Canadian Open siegreich. Bei den Norwegian International des gleichen Jahres gewann sie die Mixedkonkurrenz.

## Sportliche Erfolge
| Saison | Veranstaltung           | Disziplin   | Platz | Name                       |
| ------ | ----------------------- | ----------- | ----- | -------------------------- |
| 2003   | Norwegian International | Mixed       | 1     | Lee Jae Jin / Lee Eun-woo  |
| 2003   | Canadian Open           | Mixed       | 1     | Hwang Ji-man / Lee Eun-woo |
| 2003   | Canadian Open           | Damendoppel | 1     | Lee Eun-woo / Ha Jung-eun  |
| 2003   | Canadian Open           | Dameneinzel | 1     | Lee Eun-woo                |